# False (Unix)
false (/bin/false) ist ein Werkzeug in Unix- und unixähnlichen Systemen. Sein Verhalten wird durch den POSIX-Standard spezifiziert.
Das Programm liefert bei der Ausführung den Rückgabewert 1, welcher konventionsgemäß von Unix-Programmen (Shells bzw. deren Verzweigungs-Konstrukte: if, while etc., /bin/test und dgl.) als logisches unwahr bzw. falsch interpretiert wird. stdout bleibt leer. Sein sonstiges Verhalten entspricht dem anderer Kommandozeilenprogramme.
In manchen Shells ist false als built-in ausgeführt um den sonst notwendigen zusätzlichen fork() zu ersparen.
Das Setzen der Login-Shell auf /bin/false in der Datei /etc/passwd ist eine übliche Methode, das login des Benutzers in einer interaktiven Shell zu unterbinden, dabei aber die Nutzung anderer Dienste, etwa ftp, weiterhin zu gestatten.
Ebenso wie sein Schwesterprogramm true dient false dem Shellscripting, wo sie für Konditionsprüfungen eingesetzt werden.